# Kościół Najświętszej Maryi Panny Wniebowziętej i św. Stanisława Biskupa w Szczyrzycu

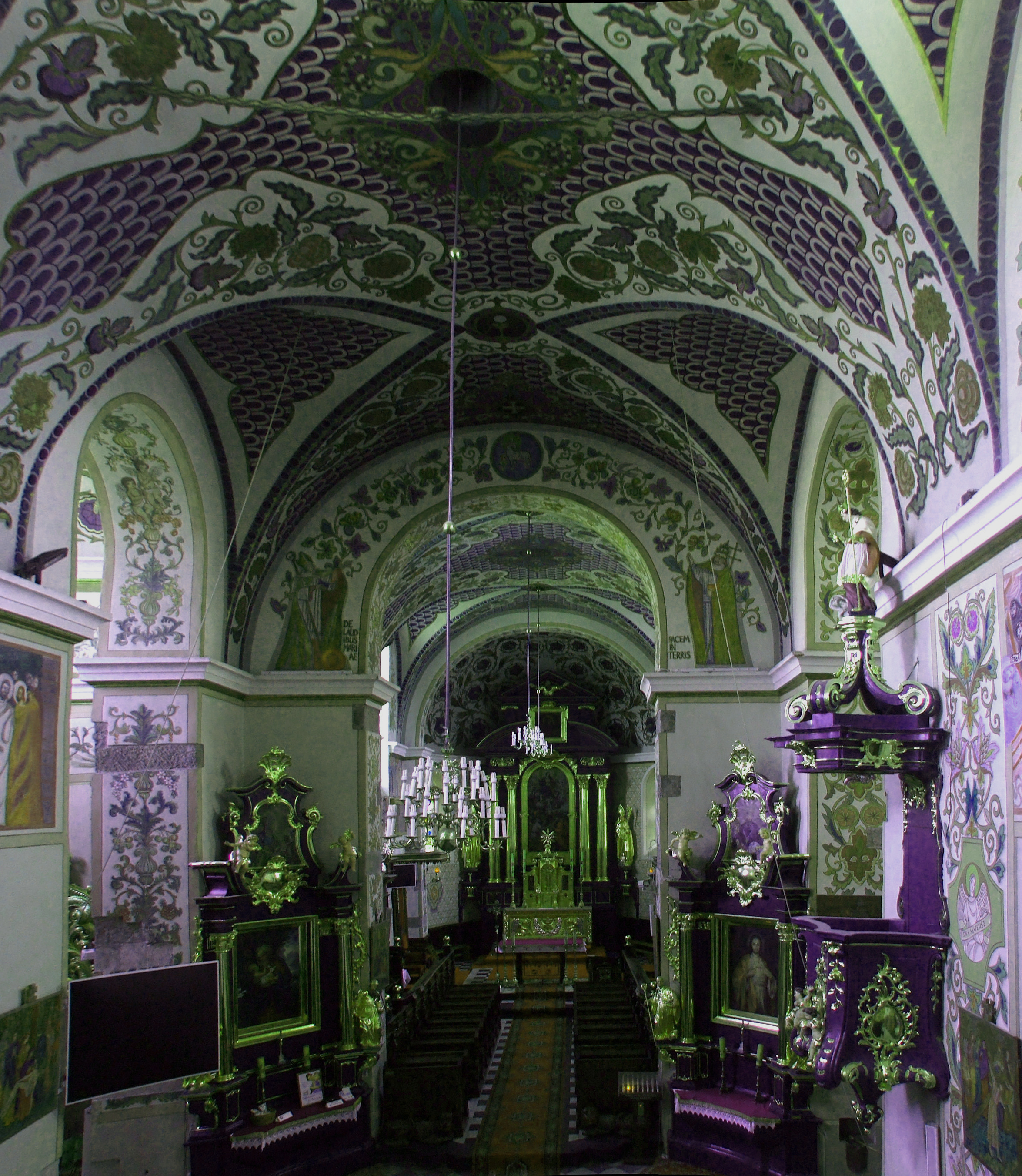
Główna nawa

Kościół Najświętszej Maryi Panny Wniebowziętej i św. Stanisława Biskupa w Szczyrzycu – zabytkowa murowana świątynia rzymskokatolicka, znajdująca się w miejscowości Szczyrzyc, w powiecie limanowskim, w gminie Jodłownik. Kościół jest częścią zabytkowego zespołu klasztornego cystersów.

## Historia
Od końca XIII wieku częścią opactwa cystersów był kościół murowany z kamienia łupanego. Przestał on jednak wystarczać zakonnikom i stale rosnącej liczbie parafian i pielgrzymów, dlatego w 1620 kanonik gnieźnieński i późniejszy opat szczyrzycki Stanisław Korczak Drohojewski rozpoczął rozbudowę opactwa, w tym również świątyni. Poświęcenia rozbudowanego kościoła dokonał w 1642 biskup Tadeusz Oborski.
Aż do I wojny światowej dach kościoła pokrywała blacha miedziana, która jednak została skradziona przez Austriaków. Nowego pokrycia dachu miedzią dokonano w 1982.

## Architektura
Barokowa świątynia wzniesiona została na planie krzyża, z prezbiterium zamkniętym półkolistą absydą. Nad kościołem góruje smukła rokokowa wieżyczka z sygnaturką.

## Wnętrze
Do wnętrza świątyni prowadzi piękny gotycki portal oraz rzeźbione drzwi. Ich dekoracja jest dziełem miejscowego zakonnika z XV wieku.
Ściany i stropy zdobi secesyjna polichromia autorstwa Jana Bukowskiego, wykonana w 1913.

### Ołtarze
Ołtarz głównybarokowy, ufundowany został w 1642 przez opata Remigiusza Łukowskiego. Z tego samego okresu pochodzi obraz Wniebowzięta, który był w nim umieszczony aż do momentu zastąpienia przez cudowny obraz Matka Boża Szczyrzycka. Po bokach ołtarza znajdują się dwie figury: św. Stanisław (z twarzą fundatora) oraz św. Wojciech (z twarzą króla Zygmunta II Wazy).
Ołtarze bocznerokokowe, zdobione przez motywy roślinne.

### Wyposażenie kościoła
Większość elementów wyposażenia wnętrza szczyrzyckiego kościoła wykonana jest w stylu barokowym i rokokowym. Wyróżniają się zwłaszcza:
- XVIII-wieczne tabernakulum,
- stalle z XIX wieku. Nad nimi znajdują się dwa orły a na posadzce lwy – oba te elementy są pozostałością starszych stalli z XVII wieku[4],
- renesansowa chrzcielnica,
- kamienna kropielnica z czterema płaskorzeźbami, na których widnieją sceny z Męki Pańskiej[2],
- rokokowa ambona, na której baldachimie umieszczono rzeźbę św. Stanisława[2],
- krucyfiks z początku XV wieku,
- epitafia nagrobne opatów szczyrzyckich: Stanisława Drohojowskiego, Remigiusza Łukowskiego i Gerarda Pastoriusza (z 1752)[2],
- kielichy mszalne,
- organy wybudowane w latach 1885-1892 przez organmistrza Tomasza Falla, umieszczone na neoklasycznym prospekcie[6].